# Hammerwoog
Der Hammerwoog, auch Blechhammerweiher, ist ein Woog des Wurzelwooggrabens nordwestlich der Kernstadt von Kaiserslautern in Rheinland-Pfalz. Woog werden in Südwestdeutschland künstlich angelegte Stauseen genannt.

## Geographische Lage

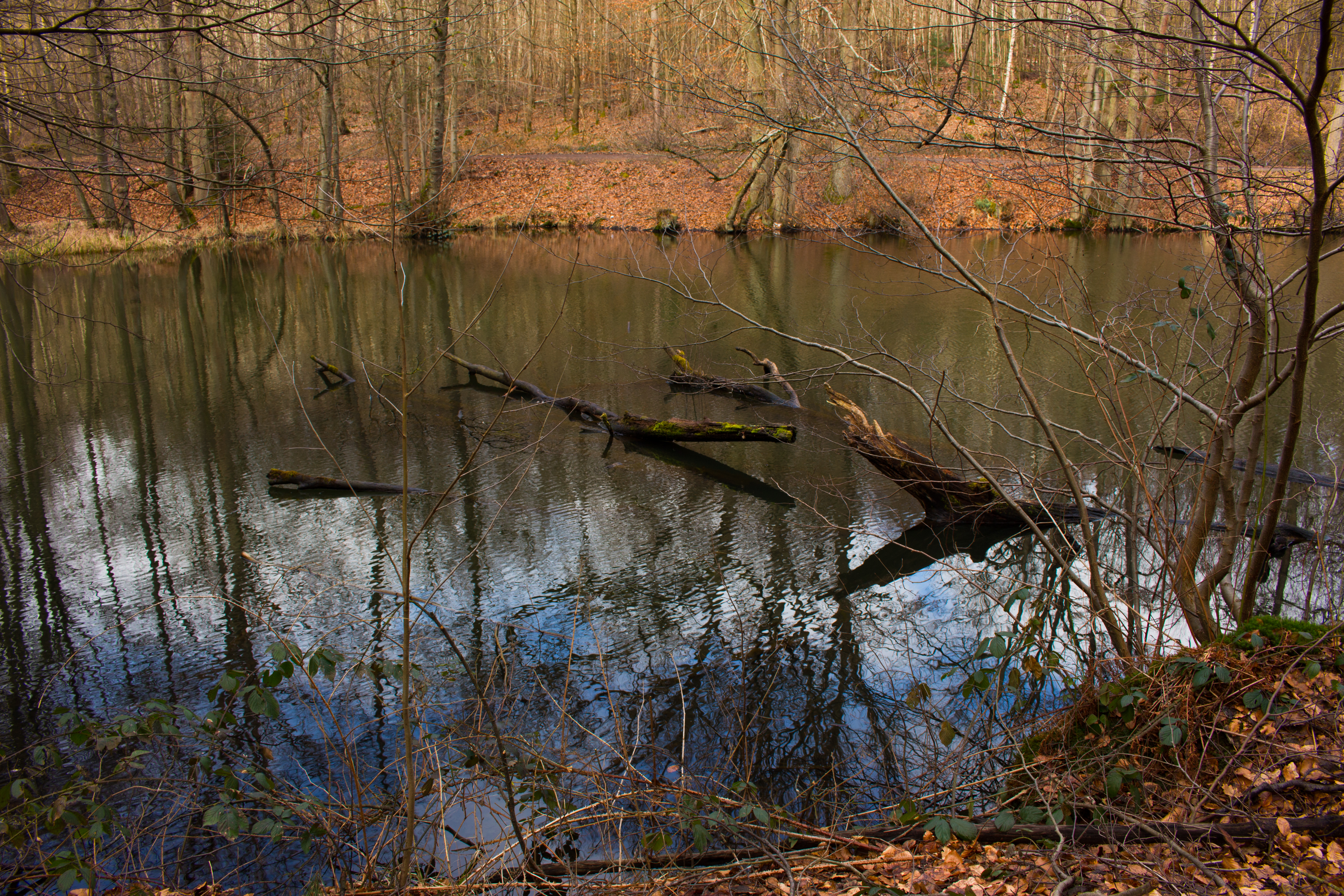
Hammerwoog

Der Stausee erstreckt sich von Südwest nach Nordost (Fließrichtung des Wassers) zwischen der nordwestlich vorbeiführenden Autobahn 6 und der Kaiserslauterer Siedlung Lothringer Dell im Hammerbachtal. Seine Länge beträgt etwa 600, seine maximale Breite etwa 50 m; er bedeckt eine Fläche von 3 Hektar.
Neben dem 500 m südwestlich gelegenen Vogelwoog ist er der letzte verbliebene mittelalterliche Woog der Stadt. Gespeist wird der See wie der Vogelwoog vom Wurzelwooggraben, einem linken Zufluss der Lauter, zusätzlich von Quellen im Weihergrund und in der unmittelbaren Umgebung.

## Geschichte
Ursprünglich hatten Mönche den See als Fischweiher angelegt. Seinen ersten Namen Hammerwoog erhielt er nach einer am Nordostufer, unterhalb des Staudamms, errichteten Waffenschmiede, deren Hammer durch ein Mühlrad angetrieben wurde. Später wurde die Schmiede zu einem Blechstanzwerk umgerüstet, was zu dem zweiten Namen führte. 1819 wurde der Blechhammer stillgelegt und das Gebäude anschließend als Mühle genutzt. Ab 1870 diente der Weiher nur noch als Fischereigewässer, das Gebäude wurde zum Kurhaus umgebaut. In den 1920er Jahren wurde dessen Betrieb gänzlich eingestellt.

## Heutige Nutzung
Der Weiher befindet sich heute im Eigentum der Stadt Kaiserslautern. An der Stelle des ehemaligen Blechhammers steht das Hotel Blechhammer. Der Wald um den Weiher ist seit 1978 als Naturdenkmal im Landschaftsschutzgebiet Reichswald eingestuft.